# 安娜·加塞尔
安娜·加塞尔（德語：Anna Gasser，1991年8月16日—），奥地利女子单板滑雪运动员。她曾代表奥地利参加2014年、2018年和2022年冬季奥林匹克运动会单板滑雪比赛，获得二枚金牌。